# Volym 3 (Jan Sparrings musikalbum)
Volym 3 är ett studioalbum från 1969 av den svenska kristna sångaren Jan Sparring. Albumet är producerat av Svante Widén och arrangemangen till sångerna är även de gjorda av Svante Widén.

## Låtlista

### Sida 1
1. O sällhet stor
2. Jag har hört
3. Steg för steg
4. Det finns...
5. Lovsång till Skaparen
6. Tro på Gud

### Sida 2
1. Välsignelse
2. Bed så skall ni få
3. Ingenting
4. Glöm ej att Herren dig känner
5. Låt oss bryta detta bröd
6. Kommen till mig

### Fotnoter
1. ↑  ”Volym 3”. Svensk mediedatabas. 1 mars 1969. https://smdb.kb.se/catalog/id/001450845. Läst 16 juli 2019.